# Love 119
"Love 119"는 대한민국의 보이 밴드 라이즈의 곡이다. 2024년 1월 5일 SM 엔터테인먼트를 통해 발매되었고, 카카오엔터테인먼트와 RCA 레코드가 배급했다. 이후 EP "RIIZING"의 여덟 번째 트랙으로 수록되었다. "Love 119"의 일본어 버전은 1월 24일 라이즈의 일본 데뷔 싱글로 발매되었다. "Love 119"는 발매 당시 그룹 활동을 중단하고 있던 멤버 승한의 참여 없이 그룹이 발매한 첫 싱글이며 2024년 10월 그룹을 완전히 탈퇴했다.
써클 디지털 차트에서 5위를 기록하며 라이즈의 현재까지 가장 높은 차트 순위를 기록한 곡이 되는 등 상업적으로 성공했다. 또한 라이즈의 첫 빌보드 차트 진입곡이 되었으며, 글로벌 Excl. US 차트에서 127위를 기록했다.

## 배경 및 발매
2023년 12월 6일, 라이즈가 이전 싱글 "Talk Saxy" 발매 3개월 후인 1월 5일에 새 싱글을 발매할 것이라고 보도되었다. 1월 1일, SM 엔터테인먼트는 날짜를 확정하고 공식 유튜브 채널에 그룹 멤버들이 눈 속에서 노는 모습을 담은 짧은 티저 클립을 공유했다. 발매 전 몇일 동안 SM은 "Love 119 우편함"이라는 마이크로사이트를 2000년대 초 휴대 전화 스타일로 제작하고, 곡의 확장된 기악 클립을 공유하는 등 곡을 계속 홍보했다.
"Love 119"의 한국어 버전은 1월 5일 디지털 다운로드 및 스트리밍으로 발매되었고, 이어서 일본어 버전은 1월 24일 발매되었다.

## 구성
"Love 119"는 첫사랑에 빠지는 감정을 담고 있다. 리드미컬한 드럼 비트와 부드러운 피아노 리프의 병치는 몽환적이고 멜랑콜리한 분위기를 만들어낸다. 특히 후렴구가 중독성이 강해서 함께 따라 부르면 좋을 것 같다.— 라이즈 멤버 은석이 노래의 의미에 대해 언급, L'Officiel 말레이시아

"Love 119"의 한국어 가사는 정다슬, 차마네, 문설리, 조윤경이 썼고, 일본어 가사는 마히로가 기여했다. 두 버전의 작곡 및 영어 가사는 제이슨 하스, 콜린 마갈롱, 데이비드 윌슨, MZMC가 기여했으며, 후자의 두 사람은 편곡도 담당했다. "Love 119"는 신동우가 쓰고 작곡한 2005년 곡 "응급실"의 두드러진 샘플을 포함하며 대한민국의 밴드 Izi가 공연했다.
이 곡은 "이지리스닝", "몽환적인" 1990년대 후반과 2000년대 초반 음악을 연상시키는 댄스 팝 트랙으로 묘사되었으며, "달콤한" 피아노 리프와 드럼 비트가 특징이다. 보컬적으로, 이 곡은 하모니, 아카펠라, 보컬 레이어링, 합창단 같은 부분을 많이 사용한다. 트랙의 가사에서 그룹은 첫사랑의 감정을 응급 상황에 비유하여 노래한다. "Love 119"는 내림가장조로 작곡되었으며, 템포는 분당 99비트이다.

## 비평
"Love 119"는 "신선하고" "흥미진진하다"는 평가를 받으며 긍정적인 평가를 받았다. 클래시에 글을 쓴 로빈 머레이는 이 곡이 "저항할 수 없이 중독성 있다"고 썼고, 이 곡이 "라이즈의 각 멤버가 빛나고, 완벽하고 통일된 무언가를 만들어낸다"고 했다. 위버스 매거진의 음악 평론가 김도헌은 이 곡이 "향수와 회상의 조합"이며, "2000년대 중후반 SM 엔터테인먼트의 부활과 르네상스를 향한 움직임"이라고 썼다. 더 허니 팝의 조안나 로즈는 이 곡이 "마법 같다"고 평했고, "공감 가는 진정성"을 전달한다고 했다.

## 뮤직 비디오

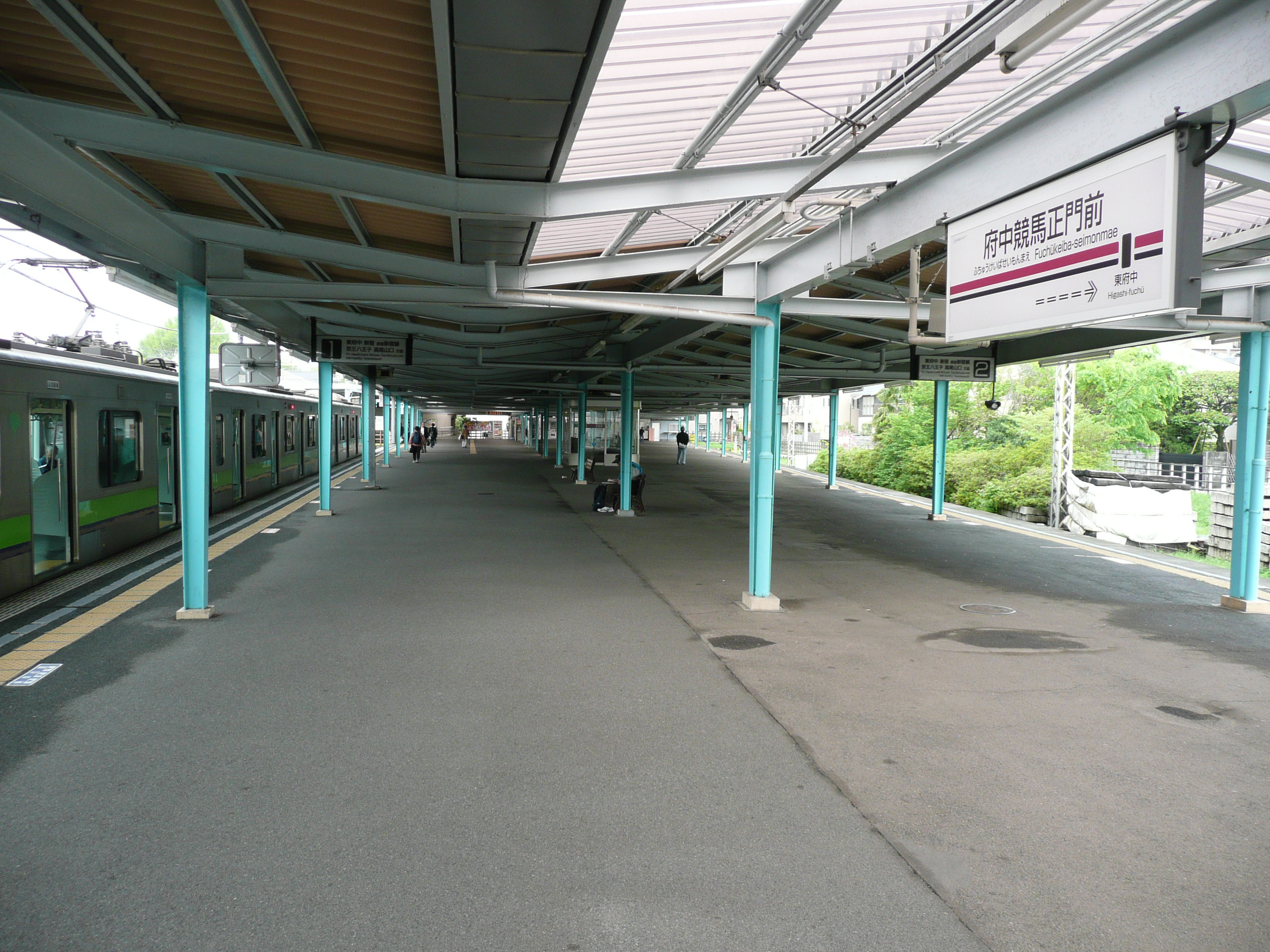
후추시 (도쿄도)의 후추케이바세이몬마에역이 뮤직 비디오에 두드러지게 등장한다.

"Love 119"의 뮤직 비디오는 2024년 1월 1일 곡의 발매 발표와 함께 처음 공개되었으며, SM 엔터테인먼트는 공식 유튜브 채널에 19초 길이의 티저를 게시했다. 이 뮤직 비디오는 그룹의 공식 웹사이트에도 티저로 공개되었으며, 2000년대 초 휴대 전화처럼 보이도록 스타일링된 마이크로사이트에 클립의 스틸 이미지가 게시되었다.
전체 뮤직 비디오는 곡과 동시에 발매되어 1월 5일 SM의 유튜브 채널에서 처음 공개되었고, 일본어 버전은 1월 24일 해당 버전의 곡과 동시에 발매되었다. 별윤 감독이 연출한 뮤직 비디오는 2023년 12월 일본 전역의 다양한 장소에서 촬영되었으며, 오타와 후추의 후추케이바세이몬마에역을 포함한다.
뮤직 비디오는 라이즈 멤버 소희가 침대에 잠들어 있는 것으로 시작한다 (일본어 버전에서는 쇼타로). 라디오 방송이 위성 발사를 알리기 시작하고, 그는 휴대 전화에서 이상한 메시지에 잠이 깬다. 놀란 그는 탁구공을 휴대 전화에 던진다. 비디오는 이어서 나머지 그룹 멤버들이 기차를 타고 비슷한 이상한 메시지를 받는 장면으로 넘어간다. 다른 장면에서는 그룹이 멀리서 연인을 관찰하고 노래의 안무를 연습하는 모습이 보인다. 비디오는 그룹이 눈 덮인 숲에서 노는 것으로 끝난다.
그룹은 "Love 119"가 스토리가 있는 첫 뮤직 비디오였고, 연기를 시도한 첫 경험이라고 언급했다.

## 라이브 공연
"Love 119" 발매 후, 라이즈는 4개의 대한민국 음악 프로그램에서 공연했다. KBS의 뮤직뱅크 1월 5일과 12일, SBS의 인기가요 1월 7일과 14일, Mnet의 엠카운트다운 1월 11일과 18일, 그리고 MBC의 쇼! 음악중심 1월 13일과 20일이다. 일본에서는 그룹이 NHK의 Venue101에서 1월 27일, FNS의 메자마시 TV에서 4월 15일에 이 곡을 공연했다.
곡을 더욱 홍보하기 위해 그룹은 MBC의 It's Live, Dingo Music의 Dingo Live에서도 이 곡을 공연했으며, 일본어 버전은 THE FIRST TAKE에서 공연했다. 1월 10일 제13회 써클 차트 뮤직 어워즈에서 그룹은 "Love 119"를 이전 싱글 "Get a Guitar"와 함께 메들리로 공연했다.
이 곡은 그룹의 2024년 Riizing Day 콘서트 투어의 세트리스트에도 포함되었다.

## 수상
| 프로그램     | 날짜                                                      | Ref.          |
| ------------ | --------------------------------------------------------- | ------------- |
| 엠카운트다운 | 틀:Dts 오류: '2024년 1월 18일'는 유효하지 않은 날짜입니다 | [ 42 ]        |
| 인기가요     | 틀:Dts 오류: '2024년 1월 21일'는 유효하지 않은 날짜입니다 | [ 43 ] [ 44 ] |

## 크레딧 및 참여 인원
크레딧은 RIIZING 라이너 노트 및 네이버 바이브에서 발췌했다.
스튜디오
- SM 옐로 테일 스튜디오 – 녹음, 믹싱용 엔지니어링
- SM 드롭렛 스튜디오 – 녹음
- 두브두브 스튜디오 – 녹음, 디지털 편집
- 사운드 풀 스튜디오 - 디지털 편집
- SM 콘서트 홀 스튜디오 – 믹싱
- 스털링 사운드 – 마스터링

참여 인원
- SM 엔터테인먼트 – 이그제큐티브 프로듀서
- 장철혁 – 이그제큐티브 슈퍼바이저
- 탁영준 - 이그제큐티브 슈퍼바이저
- 라이즈 – 보컬
- 제이슨 하스 - 작사, 작곡
- 콜린 마갈롱 - 작사, 작곡, 배경 보컬
- 데이비드 윌슨 - 작사, 작곡, 편곡
- MZMC - 작사, 작곡, 편곡
- 정다슬 - 작사[A]
- 차마네 - 작사[A]
- 문설리 - 작사[A]
- 조윤경 - 작사[A]
- 마히로 - 작사[B]
- 에스비 - 배경 보컬
- 오진성 - 배경 보컬
- 제이슨 하스 - 배경 보컬
- 신송의 - 피아노
- 노민지 – 녹음, 엔지니어링
- 김주현 - 녹음
- 권유진 - 녹음, 디지털 편집
- 정호진 - 디지털 편집
- 남궁진 - 믹싱
- 크리스 게링거 – 마스터링

## 차트
| 차트 (2024)               | 최고 순위 |
| ------------------------- | --------- |
| 글로벌 Excl. US (빌보드)  | 127       |
| 일본 (빌보드 재팬 핫 100) | 74        |
| 뉴질랜드 핫 싱글 (RMNZ)   | 20        |
| 대한민국 (써클)           | 5         |

| 차트 (2024)               | 최고 순위 |
| ------------------------- | --------- |
| 일본 (빌보드 재팬 핫 100) | 52        |

| 차트 (2024)     | 순위 |
| --------------- | ---- |
| 대한민국 (써클) | 7    |

| 차트 (2024)     | 순위 |
| --------------- | ---- |
| 대한민국 (써클) | 27   |

## 발매 역사
| 지역      | 날짜            | 포맷                     | 언어   | 레이블    |
| --------- | --------------- | ------------------------ | ------ | --------- |
| 여러 지역 | 2024년 1월 5일  | 디지털 다운로드 스트리밍 | 한국어 | SM 카카오 |
| 여러 지역 | 2024년 1월 24일 | 디지털 다운로드 스트리밍 | 일본어 | SM        |

## 내용주
1. 1 2 3 4 5 6 7 8  한국어 버전 한정
2. 1 2  일본어 버전 한정